# Yevguéniya Osipenko
Yevguéniya Osipenko –en ruso, Евгения Осипенко– (8 de junio de 1973) es una deportista rusa que compitió en lucha libre. Ganó una medalla de plata en el Campeonato Mundial de Lucha de 1994 y dos medallas en el Campeonato Europeo de Lucha, oro en 1993 y plata en 1996.

## Palmarés internacional
| Campeonato Mundial | Campeonato Mundial | Campeonato Mundial | Campeonato Mundial |
| Año                | Lugar              | Medalla            | Categoría          |
| ------------------ | ------------------ | ------------------ | ------------------ |
| 1994               | Sofía (Bulgaria)   | Medalla de plata   | 75 kg              |
| Campeonato Europeo |                    |                    |                    |
| Año                | Lugar              | Medalla            | Categoría          |
| 1993               | Ivánovo (Rusia)    | Medalla de oro     | 75 kg              |
| 1996               | Oslo (Noruega)     | Medalla de plata   | 70 kg              |